# Kele, Guizhou
Kele (kinesiska: 可乐) är en etnisk minoritetssocken för yi- och miao-folken i sydvästra Kina. Den ligger i Hezhang härad i staden Bijie i provinsen Guizhou, omkring 230 kilometer nordväst om provinshuvudstaden Guiyang. Antalet invånare vid folkräkningen 2020 var 31 356.